# Вешист
Вешист (тадж. Вешист) — посёлок в Пенджикентском районе Согдийской области Таджикистана, на правом берегу реки Зеравшан.
Административно входит в состав джамоата Ёри. Население по оценке 2013 года составляло 1361 человек. Население занято в основном в сельском хозяйстве: животноводстве и растениеводстве. Выращивают зерно, овощи и фрукты. В селе сохранилась мечеть XIV века и крепость Дарун, в которой в свое время находилась резиденция губернатора.